# Båtben (hand)

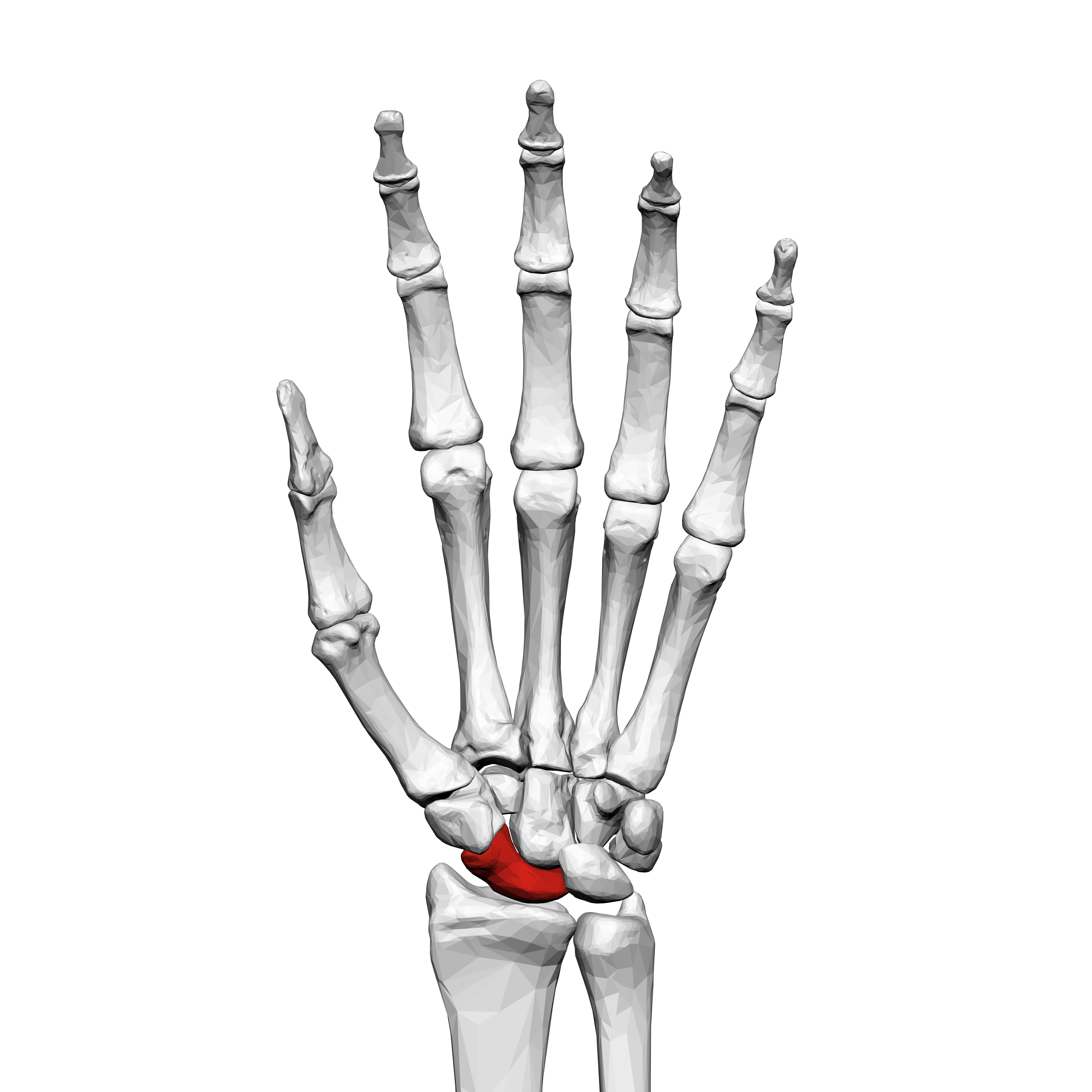
Båtbenet markerat, på en vänsterhand.

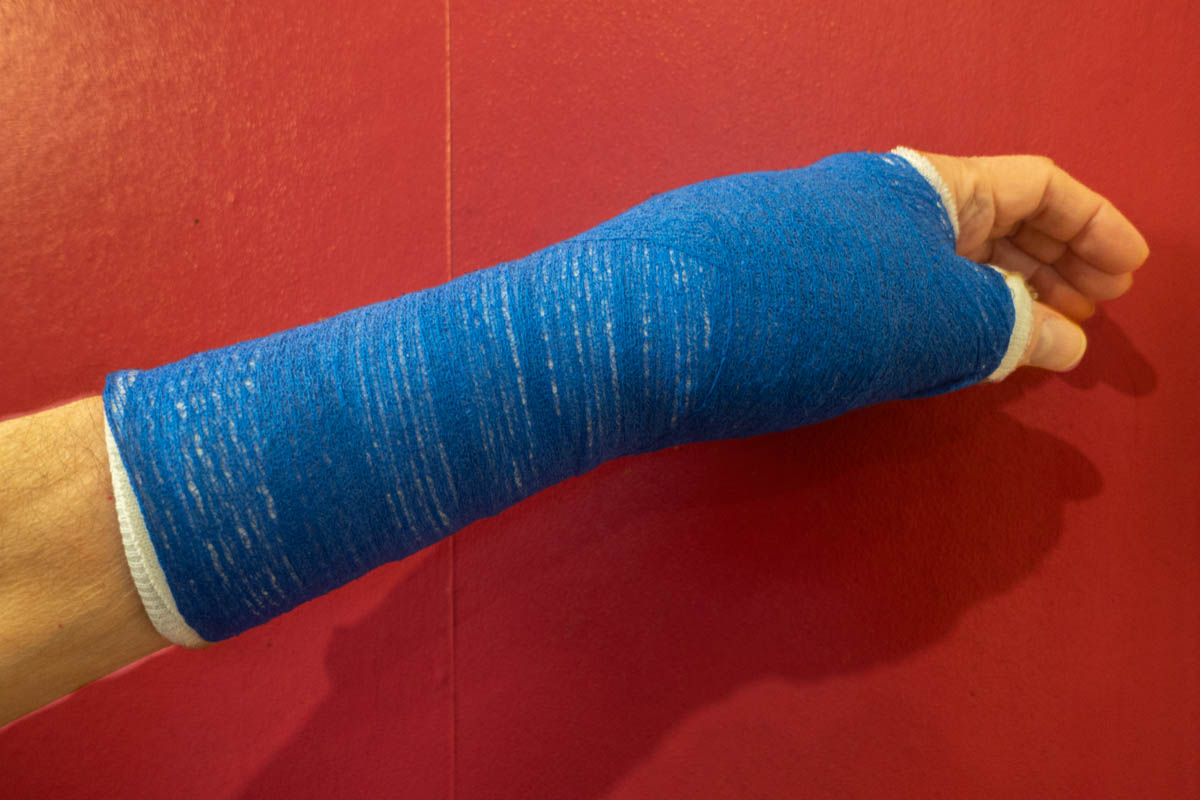
Gipsad handled efter fraktur på båtbenet.

Båtbenet i handen (latin: Os scaphoideum, försvenskat skafoideum) är beläget mellan månbenet (Os lunatum) och de båda mångkantiga benen (Os trapezium och Os trapezoideum). Det har fått sitt namn eftersom en av dess ytor är båtlikt konkav.
På båtbenet finns en utbuktning som heter Tuberculum ossis scaphoidei. Denna utbuktning framträder när man gör en radialabduktion.

## Båtbensbrott
Båtbensfraktur är en relativt vanlig fraktur som ofta drabbar yngre personer som utsätts för kraftigare stötar mot handleden, exempelvis vid idrottsutövning och fall. Ett båtbensbrott gör oftast inte lika ont som ett handledsbrott och därför kan det också vara svårare för läkaren att upptäcka. Den vanligaste behandlingen är ett gips som sluter runt hela underarmen, handleden och större delen av tummen. Man brukar vara gipsad i ungefär sex veckor, men det kan ta längre tid innan skadan är helt läkt. I värsta fall kan skadan behöva opereras. Då kan det ta upp till ett halvår innan man är helt bra igen.